# Aelfric d'Eynsham

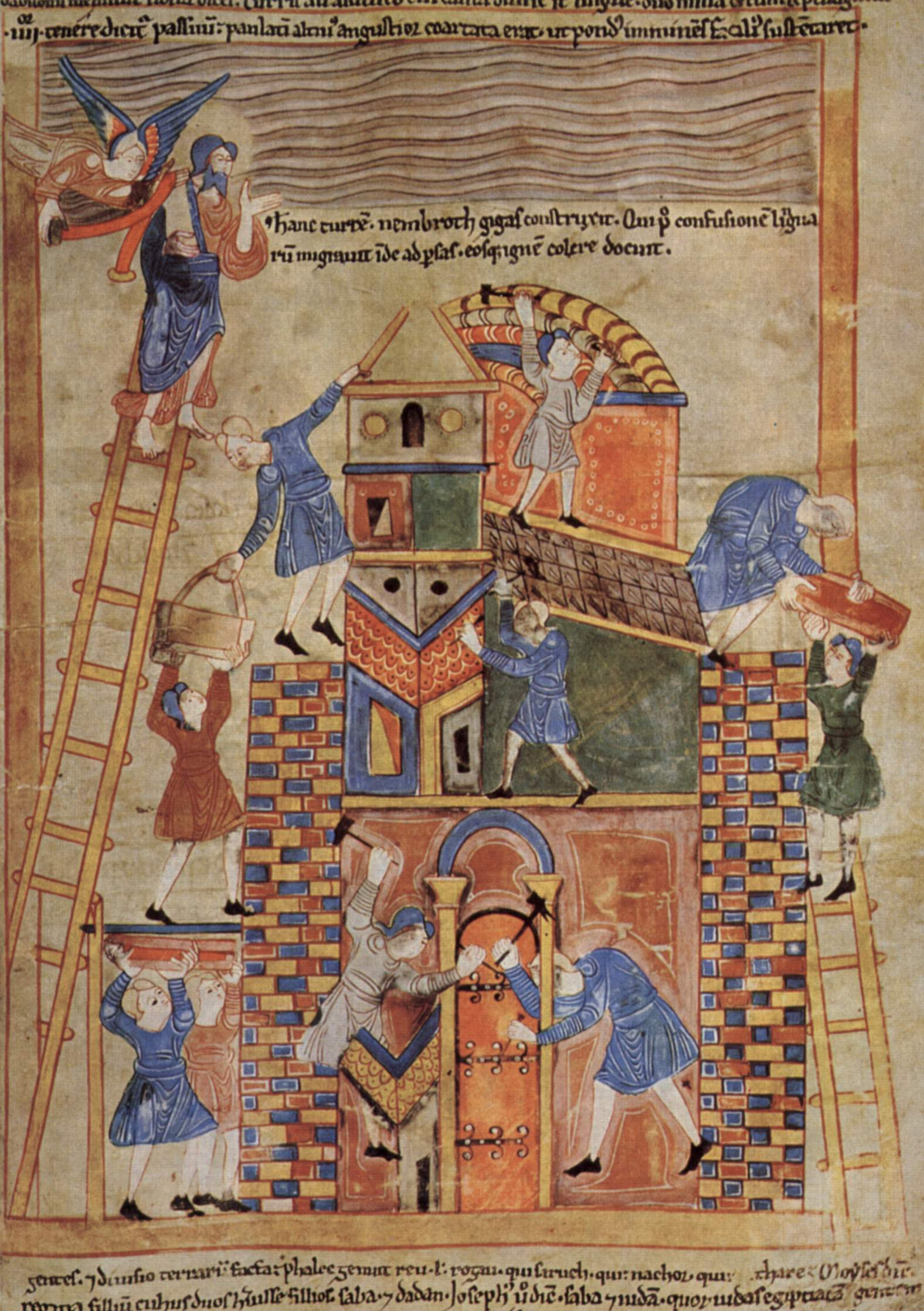
Escena de la Torre de Babel, manuscrit d'Aelfric Gramàtic,, Museu Britànic, Londres.

Aelfric, Elfric, Alfric o Aelfric d'Eynsham (Ælfric d'Eynsham), anomenat també Aelfricus Grammaticus o Aelfric Gramàtic) (vers 955 – vers 1010/1022), va ser un abat anglès d'Eynsham, prop d'Oxford, i un prolífic escriptor en anglès antic.
També se'l coneix com a Ælfric Grammaticus, Ælfric de Cerne i Ælfric el de les homilies.
No s'ha de confondre amb Ælfric, arquebisbe de Canterbury, mort el 16 de novembre del 1005).

## Identificació
La veritable identificació de Aelfric ha estat problemàtica, principalment perquè sovint se'l confonia amb l'arquebisbe de Canterbury del mateix nom. Gràcies al treball de Lingard i Dietrich, la major part dels erudits moderns consideren que Aelfric no va exercir cap càrrec superior al d'abat d'Eynsham. No obstant això, en el passat, hi ha hagut intents d'identificar-lo amb tres persones diferents: Aelfric, (995-1005), arquebisbe de Canterbury; Aelfric Putta o Putto, arquebisbe de York; i Aelfric, abat de Malmesbury i bisbe de Crediton.
La major part de les dades sobre la seva vida van quedar aclarides amb l'obra d'Eduard Dietrich en un seguit d'articles publicats en la revista Zeitschrift für historische Theologie, (vols. 1855 i 1856, Gotha) que l'editor C. W. Niedner compilà en un llibre.

## Vida
Pertanyia a l'orde de sant Benet. Va ser alumne de l'escola monacal de Winchester, sota la tutela de sant Aethelwold o Ethelwold de Winchester (909-984), que en va ser el bisbe de la regió des del 963 fins al 984. Ethelwold havia seguit la tradició reformista de sant Dunstan (908-988) durant temps que estigué a càrrec de l'abadia d'Abingdon, i quan fou traslladat a Winchester continuà implementant la reforma monàstica. Sembla que a més s'involucrà personalment en l'ensenyament.
Aelfric va aconseguir certa reputació com a erudit a Winchester. Per això, quan el 987 es va finalitzar l'abadia de Cerne Abbas, a Dorset, sant Alfege (954-1012), successor de sant Ethelwold com a arquebisbe de Canterbury, li va ordenar que marxés allà, car així li ho havia demanat el benefactor de l'abadia, Ethelmaer. Ethelmaer i el seu pare, Ethelweard, un descendent del rei Ethelred de Wessex, van donar suport a l'ensenyament, i es van fer fidels amics d'Aelfric.
No hi ha proves que, després d'escriure les seves Homilies, i la seva Gramàtica, es quedés a Cerne. S'ha suggerit que aquesta part de la seva vida va transcórrer principalment a Winchester, però els seus escrits per als patrons de Cerne, i el fet que va escriure el 998 els seus Canons com a carta pastoral per Wulfsige, bisbe de Sherborne, la diòcesi en la qual estava situada l'abadia, permet presumir que va continuar vivint allí.
El 1005 va ser nomenat abat d'Eynsham, a 8 km al nord-oest d'Oxford, una altra fundació d'Ethelmaer.

## Obra
Amb els seus escrits perseguia fer comprensibles les obres cristianes a aquells que no entenien el llatí. Per això s'expressava en un llenguatge senzill. Va vetllar per la superació de la incultura que tenien alguns sacerdots, els quals no sabien escriure ni llegir en llatí.
Les Homilies angleses es van escriure a Cerne, en part, pel que sembla, per desig d'Ethelweard, sermons escrits amb fragments dels Pare de l'Església i dedicades a Sigeric el Seriós (cap al 950-994), arquebisbe de Canterbury. En el prefaci, en llatí, enumera algunes de les autoritats en què Aelfric es basà, la principal de les quals és Gregori Magne, però aquesta curta llista de cap manera esgota les seves fonts. En el prefaci del primer volum lamenta que excepte per les traduccions d'Alfred el Gran, els anglesos no tinguessin manera d'aprendre la veritable doctrina exposada pels Pares de l'Església.
La primera sèrie de quaranta homilies és una exposició simple i directa dels principals esdeveniments de l'any cristià; la segona tracta més intensament sobre la història de l'Església i la seva doctrina. Aelfric nega el naixement immaculat de la Mare de Déu, i les seves interpretacions sobre l'eucaristia en els Cànons i en el Sermo de sacrificio in die pascae van ser fragments citats, més tard, pels escriptors de la reforma protestant, com a prova que, a l'església anglesa primerenca, no s'adoptava la doctrina romana de la transsubstanciació.
Se li deu la creació del Latin Grammar and Glossary, això és, una Gramàtica llatina en llengua anglesa antiga, amb un diccionari llatí-anglès. Aquesta obra la va escriure per als seus alumnes, després dels dos llibres d'Homilies. Una tercera sèrie d'homilies, les Vides de Sants, (hagiografia) que daten del 906 al 997; les va redactar en un estil més acurat, amb una prosa plena d'al·literacions de manera tan regular que l'editor Walter William Skeat (1835-1912) les va publicar en forma versificada.
Per desig de Ethelweard també va començar a parafrasejar parts de l'Antic Testament, arribant a traduir els set primers llibres de la Bíblia. No obstant això, fou una tasca que va realitzar de mala gana, car considerava que narrava històries inadequades per a les ments senzilles.
Després de la seva elevació com a abat d'Eynsham (1005) va escriure un resum per als seus monjos de l'obra de Ethelwold De consuetudine monachorum, adaptada a les seves idees rudimentàries de la vida monàstica; una carta a Wulfgeat de Ylmandun; una introducció a l'estudi de l'Antic i Nou Testament, al voltant del 1008; una vida en llatí del seu mestre Ethelwold; una carta pastoral per a sant Wulfstan, arquebisbe de York i bisbe de Worcester, en llatí i anglès, i una versió anglesa de l'obra de Beda De Temporibus.
El Colloquium, un diàleg llatí dissenyat per servir als seus alumnes com a manual de conversa en llatí, pot datar de l'època en què visqué a Cerne. És segur que va fer l'esquema original d'aquesta obra, després ampliada pel seu alumne Elfric Bata, i representa el que van ser els seus dies escolars. L'última referència a “Ælfric Abbot” (“Abad Aelfrico”), probablement el gramàtic, és en un testament que data del 1010.

## Valoració
Aelfric va ser el més prolífic escriptor en anglès antic. No obstant això, no expressava de cap manera l'opinió popular del seu temps. Les seves idees avançades respecte a les dones, encara que no siguin de cap manera modernes, i la seva ferma postura entorn de la clǽnnes, o puresa, eren més extremes que en altres contemporanis. Això està, sens dubte, relacionat amb la influència que tingué el reformador monàstic sant Ethelwold durant els anys que estigué al seu servei al monestir de Winchester.
Segons Ifor Evans, és «l'escriptor més gran en prosa anglesa amb anterioritat a la conquesta», ja que «té l'honor d'haver estat el primer escriptor en prosa anglesa conscient de l'estil i del mitjà fi i versàtil que és aquesta llengua, decidit a més al fet que l'expressió vernacla pogués florir amb la dignitat que, correctament, ell associava amb el llatí, encara en aquell temps llengua de tota la cristiandat».